# Старынкевич, Олимпий Иванович
Олимпий Иванович Старынкевич (1837–1911) — русский военный инженер, инженер-генерал (1909). Член Инженерного комитета Главного инженерного управления.

## Биография
Из дворянского рода Старынкевичей. Сын И. А. Старынкевича. Брат генералов С. И. Старынкевича и Ю. И. Старынкевича. Дядя К. С. Старынкевича.
В службу вступил в 1853 году, в 1857 году после окончания Николаевского инженерного училища произведён в прапорщики и выпущен в 11-ю Конно-артиллерийскую батарею. В 1858 году произведён в подпоручики и в прапорщики гвардии.
В 1859 году после окончания Николаевской инженерной академии по I разряду произведён в подпоручики и поручики гвардии. С 1859 года военный инженер. В 1866 году произведён в штабс-капитаны, с 1868 года в капитаны, состоял при Втором военно-сухопутном госпитале. В 1876 году произведён в подполковники.
С 1877 года участник Русско-турецкой войны, был ранен. За храбрость в этой компании в 1878 году был награждён орденом Святого Владимира 4-й степени с мечами и бантом и в 1879 году Золотой георгиевской саблей «За храбрость».
С 1879 года заведующий работами Брянского местного арсенала. В 1880 году произведён в полковники. С 1884 года начальник Варшавского крепостного инженерного управления. В 1890 году произведён в генерал-майоры с назначением членом Инженерного комитета Главного инженерного управления. В 1900 году произведён в генерал-лейтенанты, в 1909 году в инженер-генералы с увольнением в отставку.

## Семья
Дочь Паллада (1885–1968) — поэтесса Серебряного века.